# Hans Zimmer
Hans Florian Zimmer (født 12. september 1957 i Frankfurt am Main, Hessen, Tyskland) er en tysk komponist, som er mest kendt for sin filmmusik. I dag er han chef for Remote Control Productions.
I starten af sin karriere spillede Hans Zimmer keyboard og synthesizer og var med i bands som Ultravox og Buggles. Siden 1980'erne har han komponeret musik til mere end 150 film. Hans værker omfatter Løvernes Konge, for hvilket han vandt en Academy Award for Best Original Score i 1994, Pirates of the Caribbean serien, Den tynde røde linje, Gladiator, Den Sidste Samurai, The Dark Knight Trilogy, Inception, Sherlock Holmes (1 og 2) og Interstellar.
Zimmer brugte den tidlige del af sin karriere i England, hvor han derefter flyttede til USA. Han er leder af filmmusik division på DreamWorks studios og arbejder med andre komponister gennem selskabet, som han grundlagde, Remote Control Productions.
Zimmers værker er kendte for at integrere elektronisk musik lyde med traditionelle orkestrale arrangementer. Han har modtaget fire Grammy Awards, tre Classical BRIT Awards, to Golden Globes, og en Academy Award. Han blev også nævnt på listen over Top 100 Living Geniuses, udgivet af The Daily Telegraph.

## Tidlige liv
Zimmer blev født i Frankfurt am Main, Tyskland. Som et lille barn, boede han i Königstein im Taunus, hvor han spillede klaver derhjemme, men havde klaverundervisning kun kortvarigt, da han ikke kunne lide disciplin af formelle lektioner.

## Udvalgt filmografi som komponist
- Rain Man (1988)
- Black Rain (1989)
- Driving Miss Daisy (1989)
- Green Card (1990)
- Thelma og Louise (1991)
- Flammehav (1991)
- I en klasse for sig (1992)
- Af banen (1993)
- Åndernes Hus (1993)
- True Romance (1993)
- Løvernes Konge (1994)
- Fjenden i dybet (1995)
- The Rock (1996)
- Frøken Smillas fornemmelse for sne (1997)
- Det bli'r ikke bedre (1997)
- Prinsen af Egypten (1998)
- Den tynde røde linje (1998)
- Gladiator (2000)
- Mission: Impossible II (2000)
- Pearl Harbor (2001)
- Black Hawk Down (2001)
- The Ring (2002)
- Spirit - Hingsten fra Cimarron (2002)
- Den Sidste Samurai (2003)
- Kong Arthur (2004)
- Spanglish (2004)
- Madagascar (2005)
- Batman Begins (2005)
- Da Vinci Mysteriet (2006)
- The Holiday (2006)
- The Simpsons Movie (2007)
- Kung Fu Panda (2008)
- The Dark Knight (2008)
- Sherlock Holmes (2009)
- Inception (2010)
- Rango (2011)
- Pirates of the Caribbean: I ukendt farvand (2011)
- The Dark Knight Rises (2012)
- Man of Steel (2013)
- The Lone Ranger (2013)
- Interstellar (2014)
- Batman v Superman: Dawn of Justice (2016)
- Blade Runner 2049 (2017)
- Dune (2021)
- Dune Del 2 (2024)